# Colastes laevis
Colastes laevis är en stekelart som först beskrevs av Thomson 1892.  Colastes laevis ingår i släktet Colastes och familjen bracksteklar. Arten är reproducerande i Sverige. Utöver nominatformen finns också underarten C. l. rugulosus.